# Centro de Población Rosario Ibarra de Piedra
Centro de Población Rosario Ibarra de Piedra är en ort i Mexiko.   Den ligger i kommunen San Juan Bautista Tuxtepec och delstaten Oaxaca, i den sydöstra delen av landet, 300 km sydost om huvudstaden Mexico City. Centro de Población Rosario Ibarra de Piedra ligger 40 meter över havet och antalet invånare är 171.
Terrängen runt Centro de Población Rosario Ibarra de Piedra är kuperad åt sydväst, men åt nordost är den platt. Runt Centro de Población Rosario Ibarra de Piedra är det ganska glesbefolkat, med 40 invånare per kvadratkilometer. Närmaste större samhälle är Tuxtepec, 9,9 km nordost om Centro de Población Rosario Ibarra de Piedra. Omgivningarna runt Centro de Población Rosario Ibarra de Piedra är en mosaik av jordbruksmark och naturlig växtlighet.